# DRO-AとB
DRO-AとBは通信による位置決定を試験する中国の2機の通信衛星。月を周回する遠方逆行軌道 (DRO) に投入され、別途地球周回軌道に投入されるDRO-Lとの間で通信の実験を行う。2024年3月13日に行われた打ち上げではロケットの上段に問題が発生したため予定とは異なる軌道に投入されてしまったが、8月時点で既にDROへの投入に成功していたことが判明した。

## 概要
DRO-AとBは月周回軌道に投入される衛星で、地球周回軌道上の衛星DRO-Lとの間で通信の実験を行うことを目的としている。2つの衛星のうちDRO-Aは天文観測用の機器として全天ガンマ線モニターが取り付けてある。DRO-AとBとの間で通信を行う人工衛星DRO-Lは2024年2月3日に捷龍3号ロケットによって地球低軌道へ打ち上げられた。2023年に公開された論文によれば、地球周回軌道のDRO-LがDRO軌道に投入された衛星DRO-AとDRO-Bの位置をそれぞれ追跡し、DRO-Lが取得した2つの測定結果を比較することでDRO-AとBの間の相対的な位置を高い精度で求めることができるとされる。
中国の宇宙開発を専門とするジャーナリストのアンドリュー・ジョーンズは、DRO-AとBは中国の長期的な月探査計画である嫦娥計画の中では重要なミッションと位置付けられていないとみられるとしている。

## 打ち上げ
DRO-AとBは2024年3月13日に長征2号Cロケットによって西昌衛星発射センターから打ち上げられた。ロケットに搭載されている衛星がDRO-AとBであることは事前には発表されなかった。ロケットの上段である遠征1Sに問題が発生したため、DRO-AとBは当初の予定とは異なる地球周回軌道に投入された。打ち上げ後、中華民国（台湾）の国防部はロケットが自国の防空識別圏を通過したと発表した。
3月26日にはDRO-A/Bの地球周回軌道の高度が当初よりも上昇していることがアメリカ宇宙軍によって観測された。その後2024年8月にDRO-AとBは既に月の周りを回る遠方逆行軌道 (DRO) に投入され、定常運用に入っていることがインターネット上に転載された講演のスライドから判明した。DROに投入された中国の宇宙機は2022年頃に軌道投入された嫦娥5号の軌道モジュール以来となる。